# سد ديرالوك
سد راشفا ديرالوك هو سد الجاذبية الذي يتم بناؤه حاليًا على نهر الزاب العظيم، في أعلى منبع مدينة ديرالوك في محافظة دهوك، إقليم كردستان العراق. سيدعم السد محطة لتوليد الطاقة الكهرومائية بسعة 37.6 ميغاواط، بهدف أساسي هو معالجة النقص المستمر في الطاقة في المنطقة، وعلى وجه التحديد لتزويد مدينتي العمادية وبادينان.
وبحسب رئيس الوزراء الكردي نيجيرفان بارزاني ، فإن هذا هو أول مشروع للطاقة الكهرومائية أطلقته حكومة إقليم كردستان.

## المقاولون
مُنح عقد بناء السد ومحطة الطاقة لمشروع مشترك بولاند بايه - فراب (شركتا إنشاء إيرانيتان). يمول ويُشرف عليه من قبل الوكالة اليابانية للتعاون الدولي. أقيم حفل توقيع في ديسمبر 2013. تقدر التكلفة الإجمالية للمشروع بمبلغ 168 مليون دولار ، بما في ذلك 129 مليون دولار للسد نفسه، ويتكون الباقي من إنشاء خط نقل 132 كيلوفولت ومحطة فرعية، أكتملت المرحلة الأولى.

## الجدول الزمني
افتتح رئيس الوزراء الكردي المشروع في تشرين الثاني (نوفمبر) 2015، لكن بناء السد بدأ فعليًا في تشرين الأول (أكتوبر) 2016. من المفروض أن المشروع قد أكتمل في عام 2020.